# Ligier Nissan DPi
La Ligier Nissan DPi, nota anche come la Onroak Nissan DPi, è una vettura sport prototipo appartenente alla categoria Daytona Prototype International costruita dalla Ligier Automotive a partire dal 2017 per competere nel Campionato IMSA WeatherTech SportsCar.

## Descrizione
La vettura è basata sulla Ligier JS P217, che invece è stata invece costruita per soddisfare i regolamenti 2017 di FIA e ACO nella categoria LMP2 nel Campionato mondiale Endurance.
È stata presentata a Sebring il 22 dicembre 2016. Ha fatto il suo debutto alla 24 Ore di Daytona 2017 con il team ESM Tequila Patrón finendo al 4º posto. Nel 2017 ha vinto la Petit Le Mans.